# Nghiến
Nghiến (danh pháp hai phần Burretiodendron hsienmu) là một loài thực vật có hoa, trước đây được phân loại trong họ Đoạn (Tiliaceae) còn hiện nay thuộc phân họ Dombeyoideae của họ Cẩm quỳ (Malvaceae) nghĩa rộng. Nghiến sống ở Trung Quốc và Việt Nam. Vườn quốc gia Phong Nha-Kẻ Bàng ở Quảng Bình có loại cây này.

## Đặc điểm
Câu nghiến là cây gỗ lớn, cao 30 – 35 m, đường kính tới 80 – 90 cm. Cành non không có lông. Lá hình trứng rộng, cỡ 10 – 12 x 7 – 10 cm; mép nguyên; gân bên 5 – 7 đôi, trong đó có 3 gân gốc; cuống lá dài 3 – 5 cm. Hoa đơn tính. Hoa đực có đường kính 1,5 cm. Đài hình chuông, ở đầu xẻ 5 thuỳ sâu, dài 1,5 cm. Cánh hoa 5, dài 1,3 cm. Nhị khoảng 25, xếp thành 5 bó; chỉ nhị dài 1 – 1,3 cm; bao phấn hình bầu dục, dài 3 mm. Quả khô hình 5 cạnh (giống quả khế), tự mở, đường kính 1,8 cm.

## Đặc tính gỗ
Gỗ nghiến có tính cơ học cao, rất cứng, dai, bền, không vân, không mọt, mối, dù chôn xuống đất vẫn thế. 
Gỗ nghiến lõi có màu nâu sẫm đồng đều, vòng vân rất mờ, có cấu tạo lớp. Tính cơ học: cứng, chắc, rất bền. Mưa gió ngoài trời chỉ có thể làm bạc màu lớp mặt. Khi được bào nhẵn thì các phần gỗ nghiến già có thể thấy được các vân hoa tinh vi như trên mặt thép của thanh kiếm Nhật (đây là cấu tạo lớp, còn được gọi là vân chun, chỉ một số loài gỗ có).
Nhược điểm của gỗ nghiến là nếu được dùng để chế đồ gỗ bằng những tấm ván mỏng thì dưới tác động của độ ẩm và nước sẽ xuất hiện trong chúng những nội lực lớn, dễ làm cho chúng bị cong, vênh, nứt dăm hoặc nứt xé.

## Ứng dụng
Người dân một số vùng núi đá cao Việt Nam (chủ yếu là người Tày, Nùng) dùng gỗ nghiến để làm nhà sàn: cột nhà, sàn nhà, hoành, vì, kèo, v.v. Đi lại trên sàn không bao giờ có tiếng cót két - một đặc trưng của loại gỗ mềm dẻo. Cũng vì các đặc tính trên mà gỗ nghiến rất được ưa chuộng khi dùng làm thớt.
Gỗ giác của gỗ nghiến có màu hơi sáng, mềm và nhẹ hơn gỗ lõi một chút, thường được dùng để làm những bộ phận trong nhà mà ít chịu lực như tường ngăn, giá, bàn ghế v.v.
Các phần nu nghiến (những u, cục gỗ sinh ra khi thân cây chịu vết thương, dị tật), với có hình dạng bề ngoài sần sùi nhưng chất gỗ cứng, màu sắc đa dạng, nhiều vân uốn lượn kỳ dị rất đẹp, được sử dụng làm các đồ thủ công mỹ nghệ như tượng, bình, chum chóe...